# Голембиовский, Станислав Иванович
Станислав Иванович Голембиовский (14 ноября 1888 — ?) — российский офицер, военный лётчик, георгиевский кавалер.

## Биография
Родился 14 ноября 1888 года. Из крестьян Радомской губернии. Католического вероисповедания.
Окончил Келецкую мужскую гимназию, Виленское военное училище (1915 год).
15 октября 1909 года вступил в службу рядовым солдатом в 23-ю конно-артиллерийскую бригаду. С 1 августа 1914 года — в 5-й батарее 18-й артиллерийской бригады. 1 мая 1915 года, по окончании Виленского военного училища прапорщиком прикомандирован к 4-й Сибирской запасной бригаде. С 19 мая 1915 года — в 22-м Сибирском запасном стрелковом полку. С 23 июня 1915 года — в 40-м Сибирском стрелковом полку. С 17 июля 1915 года — младший офицер команды конных разведчиков. С 9 августа 1915 года — начальник команды конных разведчиков. С 23 февраля 1917 года — заведующий хозяйственной частью перевязочного отряда 21-й Сибирской стрелковой дивизии, затем летчик-наблюдатель 20-го корпусного авиационного отряда.
Чины: рядовой — 15 октября 1909 года, прапорщик — 1 мая 1915 года, подпоручик — 9 апреля 1916 года, поручик — 10 декабря 1916 года.
Награды: Орден Святого Станислава 3-й степени с мечами и бантом — 18 марта 1915 года, Георгиевское оружие — Приказом по 6-й армии № 1040 от 21.08.1917 г. за то, что «8-го июля 1917 г. вызвался охотником лететь на самолете, произвел фотографические снимки трех линий укрепленной позиции, под ураганным огнём зенитных батарей, невзирая на смертельную опасность. Будучи замечен германским истребителем, вступил с ним в бой, повредил его и заставил снизиться. Получил сам большое число опасных пробоин, спустился лишь по выполнении своей задачи, благодаря коей были доставлены весьма ценные сведения о расположении сил и характере укреплений противника, имевшие существенное влияние на последующие операции».